# Tunnel du Bois-Clair
Le tunnel du Bois-Clair est un ouvrage d'art ferroviaire de la ligne de Moulins à Mâcon. Il est situé sur le territoire des communes de Sologny et de Berzé-le-Châtel, sous le col du Bois-Clair, près de Cluny, dans le département de Saône-et-Loire, en France.
Mis en service en 1870 par la Compagnie des Dombes et des chemins de fer du Sud-Est (DSE), il devient un ouvrage d'art de la Compagnie des chemins de fer de Paris à Lyon et à la Méditerranée (PLM), en 1883. Après la fermeture de la section Cluny-Macon du trafic voyageurs et du trafic marchandises en 1968, la ligne est déposée en 1968-1969, puis le tunnel est déclassé comme la voie en 1970. Fermé pour la sécurité, il devient un site remarquable d'hivernage et de naissances de chauves-souris avant d'être rouvert et réaménagé pour la transformation de l'ancienne plateforme ferroviaire en voie verte par le département.

## Situation ferroviaire
Long de 1 601 mètres et établie à une altitude moyenne de 308 mètres pour une voie unique, le tunnel du Bois-Clair est situé sur une section désaffectée de la ligne de Moulins à Mâcon, entre la gare de Cluny au point kilométrique (PK) 120,050 et la gare de la Croix-Blanche au PK 128,940. Il permet à la ligne de franchir le col du Bois-Clair, son entrée nord-ouest est située sur la commune de Sologny et son entrée sud-est sur la commune de Berzé-le-Châtel.

## Histoire

### Tunnel du chemin de fer
La création d'un tunnel dénommé tunnel du Bois-Clair apparait sur les projets d'un tracé pour l'établissement d'un chemin de fer d'intérêt local de Mâcon à Paray-le-Monial. Déclaré d'utilité publique le 16 juin 1866, ce chemin de fer a été étudié par les ingénieurs de l'administration et approfondi par le concessionnaire MM. Mangini. Ces derniers remarquent que dans le projet d'origine les ingénieurs, pour des motifs d'économie, ont limité à 450 m la longueur du « tunnel du Bois-Clair » ce qui implique des « pentes rapides longues et sinueuse (...) et un emplacement de la gare de Cluny à plus de 2 kilomètres de cette ville... ». Pour réduire ces inconvénients, MM. Mangini propose de porter la longueur du tunnel à 2 000 m, ce qui engage un surcout de 2 millions, il propose au département d'en prendre la moitié à sa charge en augmentant la subvention de 1 million. Le préfet demande alors aux ingénieurs de voir s'il ne serait pas possible de conserver les améliorations du tracé tout en diminuant son coût. Ils proposent un tracé avec un tunnel long de 864 m et une augmentation du coût de seulement 400 000 francs. Cela permet de conserver un meilleur emplacement pour la gare de Cluny, mais la ligne conserve des courbes à faible rayon et de forte déclivités. Après une nouvelle étude du dossier, la commission du Conseil général de Saône-et-Loire, arrive à la conclusion que le projet Mangini est le bon mais qu'il faut qu'ils acceptent d'en diminuer le surcoût à 500 000 fr. Ils obtiennent un accord de MM Mangini en augmentant la durée du chantier de construction de la ligne de quatre à cinq ans. Le projet de convention avec MM Mangini est approuvée par le conseil général le 1er janvier 1866. Cette convention définitive est approuvée et signée par Lazare Mangini fils et le préfet du département le 1er septembre 1866. La compagnie commence les travaux avant le 16 décembre 1866. Lors du paiement des premiers acomptes, l'administration découvre que contrairement au contenu de la convention, « il était stipulé que le souterrain du Bois-Clair aurait au moins 2 000 mètres de longueur tandis que le tracé exécuté n'accuse qu'un parcours  de 1 610 mètres, ce qui constitue une différence en moins de 390 mètres ».

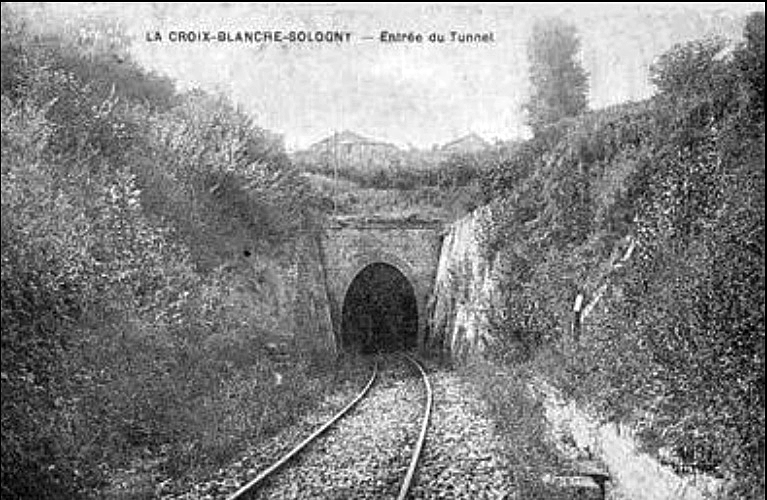
Entrée nord-ouest du tunnel.

Le tunnel est mis en service le 16 août 1870 lors de l'ouverture à l'exploitation de la section à voie unique et écartement normal de Paray-le-Monial à Mâcon par la Compagnie des Dombes et des chemins de fer du Sud-Est (DSE). La section est déclarée d'intérêt général le 20 novembre 1883 lors de son rattachement avec la section de Moulins à Paray-le-Monial pour former la ligne de Moulins à Mâcon de la Compagnie des chemins de fer de Paris à Lyon et à la Méditerranée (PLM).
Le 18 décembre 1886 un train en provenance de Mâcon déraille à la sortie du tunnel lorsque la locomotive percute un éboulement. La machine et le fourgon de tête s'arrêtent brutalement en quittant la voie et en s'enfonçant dans la terre de l'éboulement. L'arrêt subit provoque de légères contusions au chef conducteur et à quatre voyageurs. Pour éviter que cela ne se reproduise, la compagnie fait « construire un mur de soutènement au-dessus de la tête ouest du souterrain ».
En juin 1944, le tunnel est bloqué par la résistance, ce qui empêche toutes circulations sur la ligne par les Allemands. Adolphe Gallimardet dit « Fofo », réussit à subtiliser une locomotive en chauffe, lors de la pause du déjeuner, au dépôt de Cluny, puis à l'emmener jusqu'à l'entrée du tunnel et à la laisser aller seule jusqu'au centre du tunnel, le maquis y a auparavant déboulonné la voie unique ce qui provoque le déraillement de la machine. Gallimardet revient jusqu'à la machine déraillée et bloque les sorties de la vapeur pour provoquer l'explosion de la chaudière. Ayant appris ce fait, d'autres cheminots résistants de Mâcon reproduisent le même scénario avec une machine de leur dépôt en l'envoyant par l'autre entrée du tunnel. La ligne est totalement bloquée elle ne sera déblayée par les Français qu'après la fin du conflit mondial.
Sur la section du tunnel entre Cluny et Macon, les circulations de trains de voyageurs et de marchandises sont fermées le 1er novembre 1968 et la voie est déposée immédiatement, de novembre 1968 à janvier 1969. Le déclassement intervient le 29 octobre 1970.

### Tunnel après le ferroviaire
Après la fermeture et le déclassement de la ligne, le tunnel est rendu clos par la pose de portes métalliques, afin d'assurer la sécurité et d'en faire une zone de protection de Chiroptera (chauves-souris).

#### Voie verte de Bourgogne du Sud
En janvier 1999, le tunnel figure sur un projet, comme lieu de passage d'une voie verte réalisée par le Conseil général de Saône-et-Loire. La Société d'histoire naturelle et des amis du Museum d'Autun lui envoie un dossier de recommandations pour que cette nouvelle activité ne vienne pas perturber la colonie de chauves-souris du tunnel qui « accueille en période hivernale une population d'environ 130 chauves-souris, de 7 espèces différentes. Il représente un des sites les plus importants en Saône-et-Loire par le nombre d'individus et la diversité des espèces ». La demande concerne une fermeture au public du mois de décembre à la fin du mois de février.
Un arrêté préfectoral de protection du biotope concernant le tunnel est pris le 13 septembre 2010, pour sauvegarder les colonies de grand murin, barbastelle d'Europe et grand rhinolophe. Il précise que le tunnel doit être fermé du premier octobre à la mi-avril. Pendant la période estivale (de mi-avril à fin septembre), seules des circulations non motorisées silencieuses sont autorisées sur la voie verte de 8h à au maximum 20h.
En 2020, le tunnel est fermé du 7 au 30 septembre pour la réfection de la chaussée. Cette réalisation en béton fibré représente une dépense de 31 000 €.

## Caractéristiques
Il s'agit d'un tunnel de percement, à un seul tube, long de 1 601 mètres. En son centre, il dispose d'une cheminée d'aération de 86 m.

## Patrimoine ferroviaire
Le tunnel se trouve aujourd'hui sur la Voie Verte de Bourgogne du Sud. C'est le plus long tunnel sur voie verte de France. Il est fermé de mi-octobre à fin mars afin de protéger une colonie de chauves-souris.

Vues du tunnel en 2020
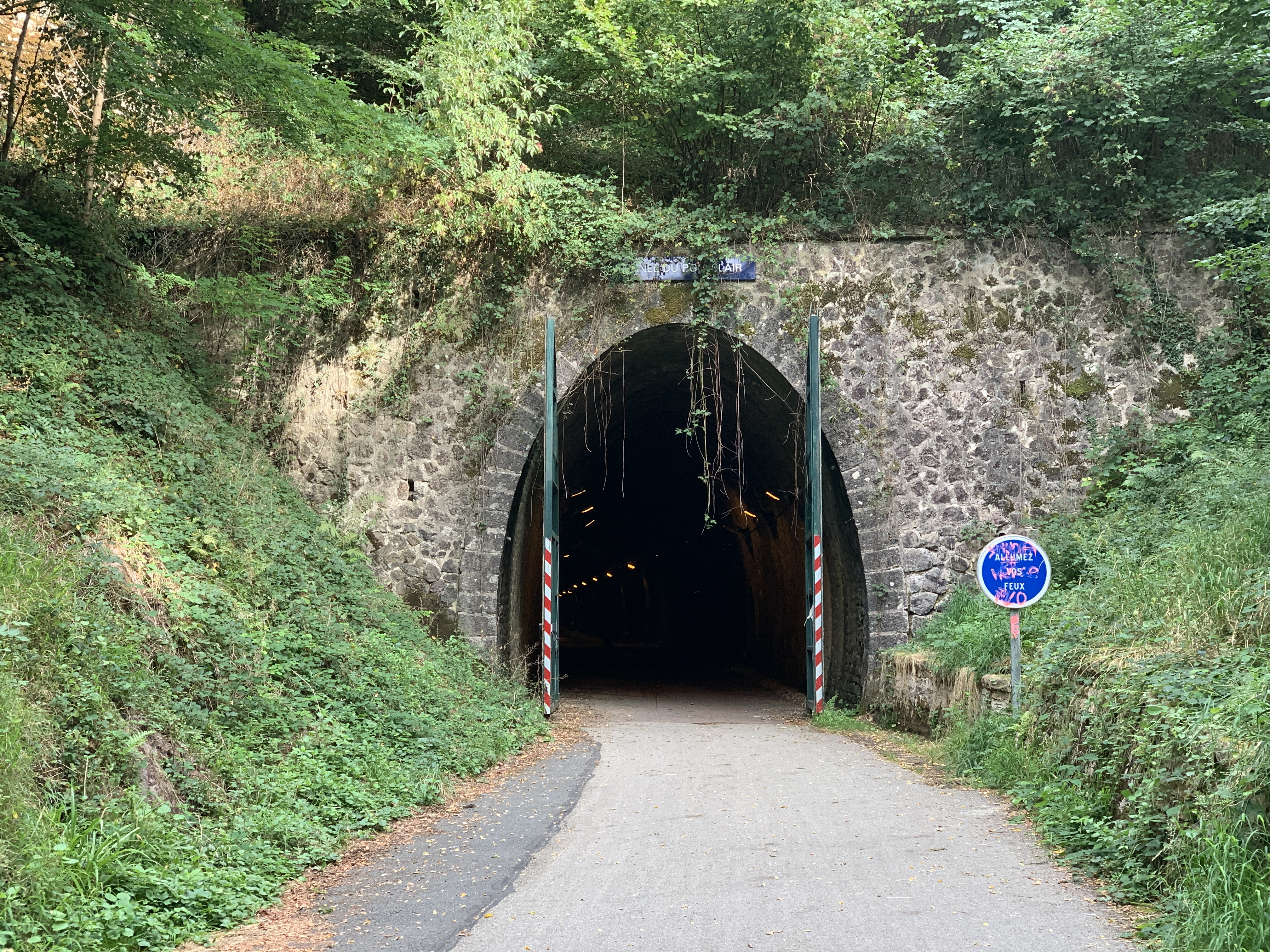
Entrée nord-ouest.
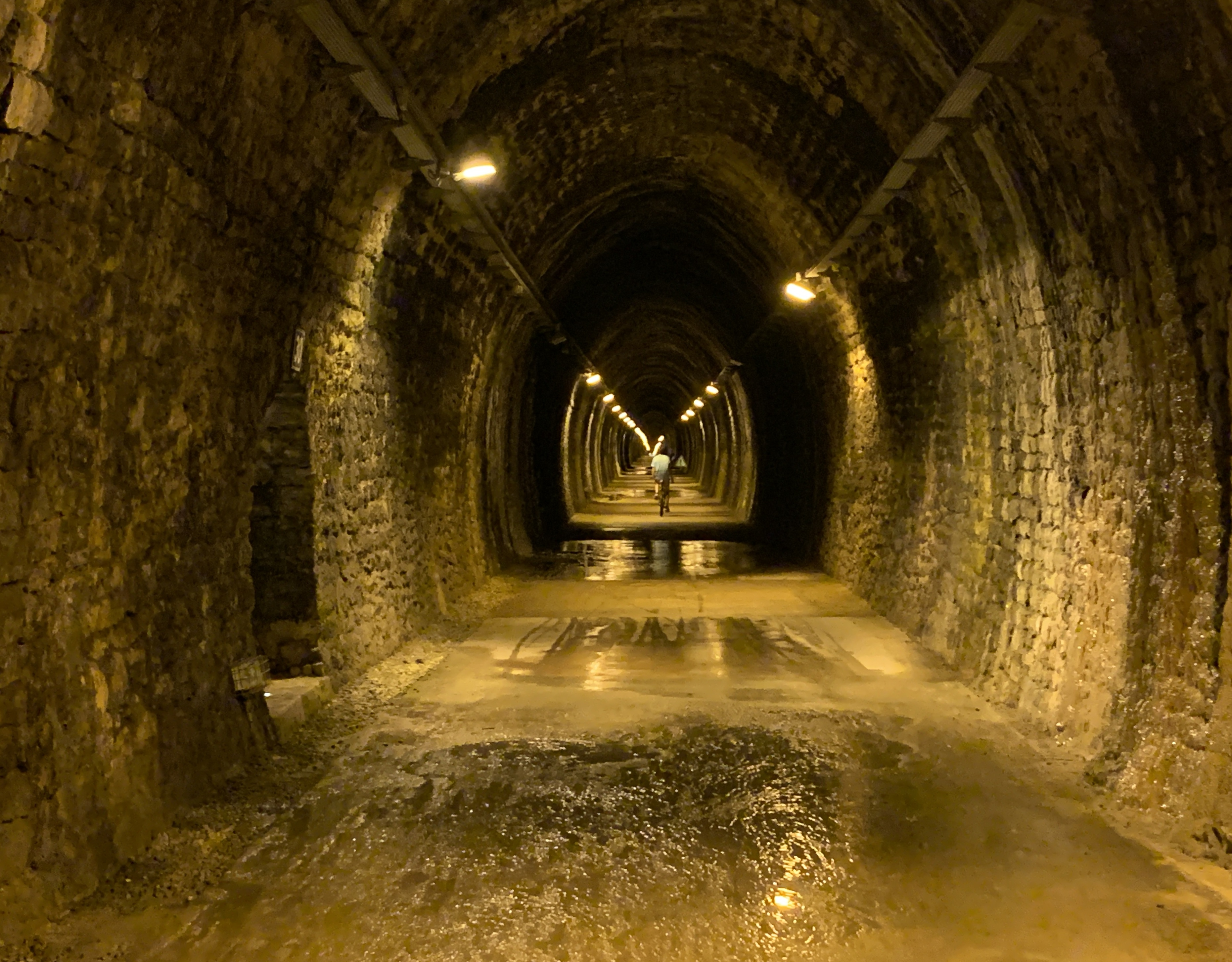
Intérieur.
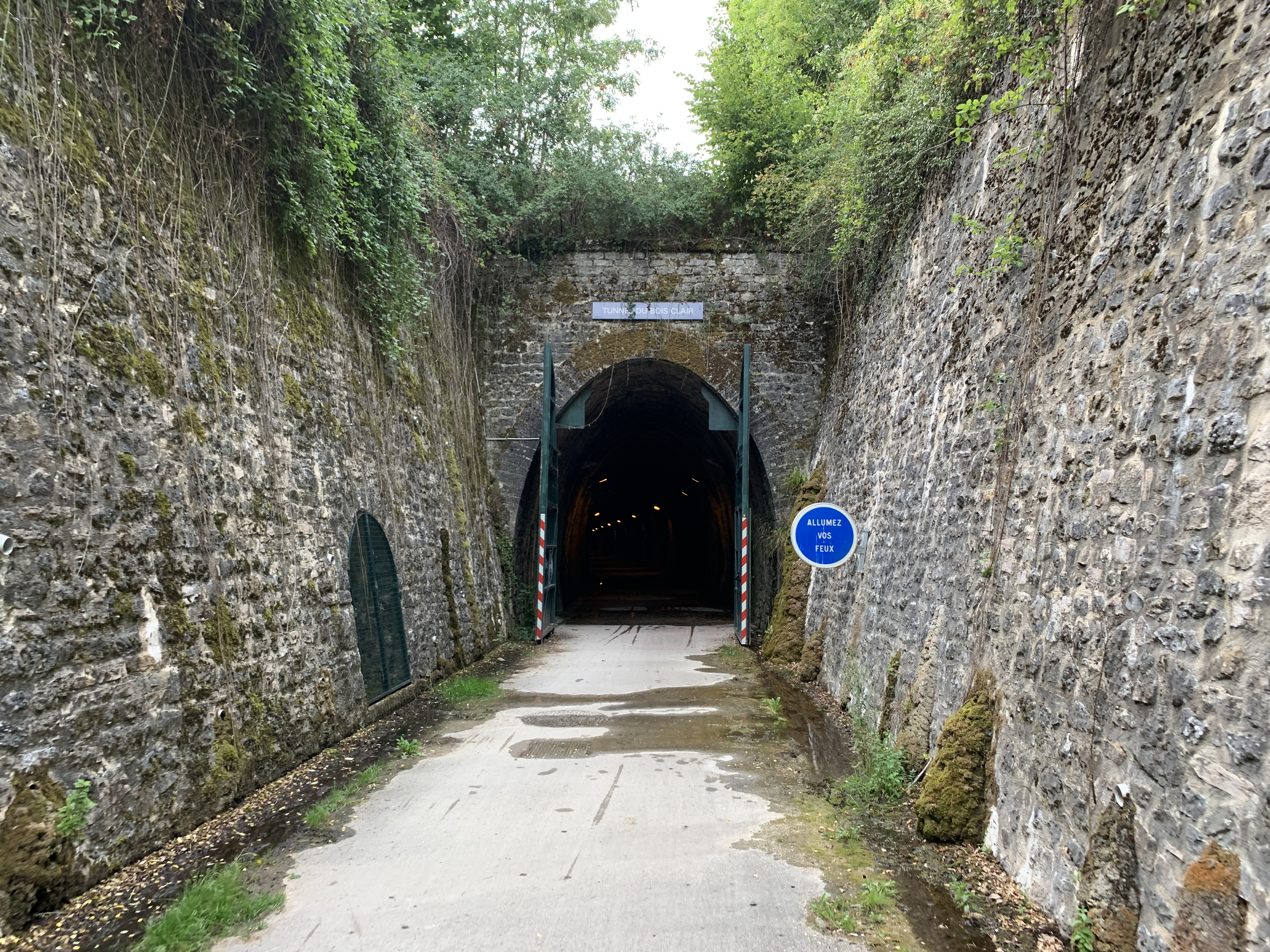
Entrée sud-est.